# Beller Markt
Der Beller Markt bei Bell im Hunsrück mit einer jahrhundertelangen Tradition als Bauernmarkt und Viehhandelsplatz, ist heute vorwiegend eine Touristik-Veranstaltung und Treffpunkt für die Bevölkerung der Region. Es kommen jährlich viele tausende Besucher. Im Schnitt vierhundert Marktkaufleute, Schausteller und Gastronomen bieten Gästen eine Mischung von Markthandel und Jahrmarktattraktionen. Auch viele heimische Gewerbetreibende stellen ihre Produkte dort aus.

## Geschichte
Bell im Hunsrück ist nach Namen (‚Anhöhe‘, ‚Siedlung auf der Höhe‘) und Siedlungsgeschichte ein keltisches Dorf. Die 1938 erfolgte Freilegung der Begräbnisstätte eines keltischen Fürsten, dem sogenannten Wagengrab von Bell, der nach der Sitte seiner Kultur auf einem Wagen in einem Hügelgrab im Beller Wald beigesetzt wurde, machte Bell in der Fachwelt bekannt.
Ein römischer Gutshof östlich der Kirche, der Mitte des 19. Jahrhunderts erkundet und als „Bodendenkmal“ gesichert wurde, und ein fränkischer Herrenhof, der unmittelbar südlich daran angrenzt, und er durch den Flurnamen „In den Hupfeldern“, den ‚zum Hof gehörenden Feldern‘, nachweisbar war und dessen Grundmauern bei der Erschließung des dortigen Neubaugebietes freigelegt wurden, lassen die Bedeutung des Ortes in der Zeit der fränkischen Landnahme ebenso erahnen wie die frühe Errichtung einer Kirche, die Ende des 13. Jahrhunderts durch einen größeren Steinbau ersetzt wurde und Mutterkirche (älteste Glocke „Maria“ von 1313) des großen Beller Kirchspiels war, zu der als Tochterkirche auch Kastellaun gehörte.
Der fränkische „Hont“, der Hundertschaftsführer, errichtete seine neue Heimstätte jedoch in Hundheim. Der Hunsrück hat möglicherweise von solchen „Hont“ seinen Namen: Frühe Landkarten bezeichnen zwei Gebiete von Hontschaften bei Laudert und im Idargebiet als „Hunnesrucha“/ „Hundsric“, „ric“ = (Herrschaftsbe-) reich eines Hont, sein Rechts- und Gerichtsbezirk „Hundsrüge“; der „rüger“ war Richter, Gerichtsherr; (im Rheinischen Niederland: der „Dinger“, →„Hund(s)ding“; vgl. „Thingstätte“ = Versammlungsort für die Rechtsprechung).
Erst im Hochmittelalter unter der Herrschaft der Grafen von Sponheim tauchte Bell wieder in der Geschichte auf: Graf Simon II. verlieh Kastellaun, dem kleinen Ort bei seiner Burg, 1305 das Stadtrecht. Von König Heinrich VII., dem Bruder von Balduin von Luxemburg, Erzbischof zu Trier, erhielten Kastellaun und Bell 1309 das Marktrecht.
Die Gründe für die in den folgenden Jahrhunderten anwachsende Zahl von Märkten liegen im Geldbedarf der Landherren: In den Jahrhunderten zuvor brachten ihre eigenen Hofgüter ausreichend Naturalertrag. Kriege, Burgenbau, Hofhaltung kosteten aber Geld. Der Landbevölkerung musste zusätzlich zum Tauschgeschäft Gelegenheit zum Verkauf von Vieh und Feldertrag gegeben werden. Nur so konnten die von den Herren geforderten Geldleistungen aufgebracht werden.
Der Beller Markt fand als Tagesmarkt zur Kirchweih als „Kerb“ am „Mittwoch nach Jacobi“ (Jakobustag: 25. Juli) statt, dem letzten Mittwoch im Juli. Die Beller Kirche ist also eine Jakobuskirche, an der Mönchstraße (der „Minnichstroß“) gelegen, einem der Zuwege zu den Jakobswegen nach Santiago de Compostela in Galicien im Nordwesten Spaniens.
Weil es nach Meinung der Marktbesucher am Mittwoch nach Jakobstag aber zu häufig regnete und auch die Beller dieser Auffassung waren, wurde ab 1950 der Markttag auf den „Mittwoch vor dem Jakobstag“, also den vorletzten Mittwoch im Juli vorverlegt.
Dennoch bleibt der Regen auch zu dieser Zeit nicht aus – so auch viele Wochen im Sommer 1980: Der Markt musste abgesagt werden, weil das Marktgelände vollständig bis in die Tiefe durchweicht war. Aber die Beller ließen sich „ihren“ Markt nicht nehmen, sie feierten ihn mitten im Dorf mit allen überkommenen Ritualen.

## Geographische Lage

### Alter Markt und Hexenverfolgung
Der Marktplatz lag viele Jahrhunderte auf der Beller Heide, in Nachbarschaft zum Wagengrab von Bell und den alten keltischen Hügelgräbern „Fuchshohl“ östlich der alten Fernstraße. Die Beller Heide wurde von den Kastellauner und den Beller Bauern gemeinsam als Viehweide genutzt. Da Bann- und Gemarkungsgrenze aber nicht mit der Weidgrenze in eins liefen, entstanden hieraus stets neue Zwistigkeiten.
Die ständigen Streitigkeiten mit der Stadt Kastellaun, deren Einwohnerzahl erst Anfang des 18. Jahrhunderts die von Bell übertraf, um das Wildland und Novalland (ein Gebiet von teils bereits neu erschlossenem und teils für die Rodung vorgesehenes Land) auf der Beller Heide führten in den Jahren 1678–1680 zu einem Rechtsstreit, der nach einem 1782 gescheiterten Einigungsversuch unter pfalz-zweibrückischer Herrschaft erst in preußischer Zeit 1816 beigelegt wurde.
Als am 30. Juli 1629 auf dem Beller Marktplatz (Galgenberg), der Richtstätte für Kastellaun, nach schrecklicher Folter Elisabeth Laux (geboren am 5. Dezember 1583 in Hundheim als Elisabeth Elges) aus Roth als sogenannte Hexe durch das Schwert hingerichtet und anschließend verbrannt wurde, versammelte sich eine große Volksmenge auf der angrenzenden Pfingstwiese. Nach mündlicher Überlieferung kann dies neben dem Streit mit Kastellaun ein weiterer Auslöser dafür gewesen sein, dass der „Alte Markt“ verlassen wurde und der Beller Markt in der Folgezeit oberhalb der „Pfingstwies“ gehalten wurde.

### Pfingstwies
Oberhalb der „Pfingstwies“ lag Gemeindeland von etwa zwanzig Hektar Größe: Auf dem früheren Thingplatz, direkt westlich der eisen-, kelten- und römerzeitlichen Fernstraße, der heutigen Hunsrückhöhenstraße. Die „Pfingstwies“ war bis dahin der Ort für die dörflichen Feiern und Feste gewesen; sie liegt an der Bahnhofstraße, dem alten Totenacker gegenüber, den alte Luftbildaufnahmen der Gemarkung ausweisen. Einige Beller rechnen mit dem „Umzug“ jedoch erst um 1750.
Vor den Toren der Stadt Kastellaun fanden verschiedene Märkte als Wochen- und Jahrmärkte statt; gleichwohl gewann der Beller Markt als fast reiner Viehmarkt wegen seiner günstigen Lage in der Nähe von wichtigen Straßenkreuzungen zunehmend an Bedeutung. Entscheidend für seine Zukunft sollte aber die Inbetriebnahme der Hunsrückbahn im Jahre 1902 werden.
Statt langer Fußmärsche mit dem Vieh wurde es nun frühmorgens auf die Bahn verladen, nur wenige Schritte waren es von der Viehrampe im Beller Bahnhof zum Neuen Markt. Bis Ende der 1950er Jahre war der Beller Markt mit einem Auftrieb von vielen hundert Stück Vieh zum größten Feldviehmarkt im weiten Umkreis geworden.

## Ablauf des Marktes
Spätestens ab 1925 wurde der Markt eine Art dörflicher „Nationalfeiertag“: Die Kinder hatten jetzt an diesem Mittwoch schulfrei. Und nach dem „Abräumen“ feiern die Beller am Donnerstagabend im großen Festzelt ihre „Kereb“.
Offiziell eröffnet wird der Markt durch die Dorfjugend: Früher wurden zwei Wacholderbüsche „von weiter her“ herbeigeschafft, denn in der Beller Gemarkung gab es keinen Wacholder. Einer war für den der beiden Beller Gastwirte bestimmt, der in diesem Jahr das große Festzelt betrieb, der andere für den Festzug. Der „Kereb-Strouß“ wurde und wird heute noch mit Ketten von ausgeblasenen Eiern und bunten Bändern geschmückt. Bis in die 1980er Jahre ging dann die Dorfjugend mit dem Strauß, begleitet von musizierenden Markthändlern, aus dem Dorf hinauf zum Marktplatz. Dabei musste der schwere, über zwei Meter lange, Strauß immer wieder geschüttelt werden, denn beim Einbiegen auf die ansteigende Marktstraße, heute erst bis zum Eintreffen im Festzelt, mussten alle Eier abgefallen sein.
Dazu der „Kereb-Schrei“: „Wem is die Kereb?“ – „Uus is die Kereb!“
Zwischenzeitlich wurde der „Kereb-Strouß“ von der sogenannten „Fremdenscheune“ gegenüber dem Beller Bahnhof aus mit dem gleichen Ritual durch die lange Marktstraße getragen; und die Musik machte die Dorfjugend gelegentlich selbst. Seit den 1990ern wird er aber wieder nach alter Tradition vom Ort aus (Gemeindehaus) unter Musikalischer Begleitung einer kleinen Band getragen. Der Strauß wird unter festlicher Musik der Festzelt – Blaskapelle im Giebel des Festzeltes angebracht; dort bleibt er während des Markttages und am Donnerstag, sorgsam bewacht, damit er nicht gestohlen wird.
In der Nacht von Donnerstag auf Freitag wird dann von der Dorfjugend „die Kereb begraab“: Der Strauß wird aus dem Festzelt geholt und hinunter in die Dorfmitte gebracht. Die Jugend steht im Kreis um den Strauß, der nun angezündet wird. Ein Jugendlicher hält dann die „Leichenpredigt“ unter kläglichem Stöhnen und Jammern der Versammelten, die immer wieder in den Schrei einstimmen: „Wem war die Kereb?“ – „Uuus!“ In der späten Nacht bis in den frühen Morgen ziehen die Jugendlichen dann gemeinsam durchs Dorf, kehren hier und da in die Häuser ein und fallen über die Eiervorräte her, denn erst das gemeinsame Eierbacken und dazu früh am Morgen der erste sehr starke Kaffee machen einen richtigen Markt aus. Nicht verschwiegen wird, dass natürlich auch viel Bier dazugehört.
In den Kriegszeiten des 20. Jahrhunderts fiel der Beller Markt aus, nach den Jahren 1915–1919 begann man wieder im Jahre 1920. Im Jahre 1938 war der Markt wegen der Maul- und Klauenseuche abgesagt worden; und einmal wurde er wegen Terminüberschneidung mit dem Kastellauner Viehmarkt verschoben. Auch während des Zweiten Weltkrieges und zwei Jahre danach fiel der Markt von 1940 bis 1947 aus; erst 1948 fand der Markt wieder statt. 
Aber auch politische Einflussnahme beeinträchtigte das Marktgeschehen:
Jüdische Mitbürger hatten sich großes Fachwissen in verschiedenen Bereichen, so auch im Viehhandel, erworben, da ihnen durch christliche Geistlichkeit und Obrigkeit die Ausübung sogenannter „ehrbarer“ Berufe jahrhundertelang nicht gestattet war. In der Zeit der nationalsozialistischen Diktatur mit ihrer rassistischen Ideologie wurde auch der damalige Beller Gemeinderat tätig. Er beschloss am 19. September 1935, dass „in der Gemeinde Bell jeglicher Verkehr mit Juden eingestellt“ wird. „Bei Versteigerungen wird an Juden kein Zuschlag erteilt“. Dies wurde dann noch für die Märkte 1936, 1937 und 1939 wirksam.
1955 wurde der Marktplatz mit Strom versorgt, viele Wasser- und Stromanschlüsse wurden in den Folgejahren neu gelegt. Die sanitären Einrichtungen wurden ebenfalls zahlreicher. Wegen der stetig zunehmenden Besucherzahl ist nun auch die Freiwillige Feuerwehr Bell mit Kontroll- und Bereitschaftsdienst einbezogen; Sanitätsdienste übernehmen mit Sanitätszelt, KTW und Fußstreifen die gesundheitliche „Absicherung“.

## Organisation
Organisatorisch wird der Markt nicht mehr wie früher vom Gemeinderat vorgeplant, sondern seit vielen Jahren von „Marktmeistern“ im Auftrag der Gemeinde Bell. Sie nehmen Anmeldungen entgegen, kennzeichnen Standplätze der Marktbeschicker, weisen Parkflächen aus, kassieren das Standgeld, bezahlen die Parkwächter. Sie üben das Hausrecht auf dem Marktgelände aus. 
Seit 2023 wird der Beller Markt vom neu gegründeten Verein zur Förderung des bürgerlichen Engagements in Bell e.V. organisiert.
Auf dem Marktgelände finden auch andere Veranstaltungen statt: Disko-Abende, Floh-Märkte, aber auch, gewissermaßen als Anknüpfung an die alte Bedeutung des Platzes als Thingstätte, politische Versammlungen und Kundgebungen: Bei Ostermärschen, Menschenketten, der großen Friedensdemonstration gegen den Ausbau der nahe gelegenen Pydna (Raketenbasis), am 11. Oktober 1986 mit etwa 200.000 Menschen, die friedlich für Frieden in der Welt und gegen stetes Weiterrüsten eintraten.

## Angebote
Etwa vierhundert Stände mit Gürteln, Messern, Haushaltswaren, Blumen, Süßigkeiten, Silber- und Modeschmuck, Keramik, Unterwäsche, Hemden, Wurst und Käse, zahlreiche Imbissstände, Wein- und Bierzelte, Karussells, Schiffschaukel, Autoscooter, Pony-Reiten, Schießstände, dazu wechselnde Sonderveranstaltungen wie Pferdeschau, Autoausstellungen, landwirtschaftliche Geräte und vieles andere.

## Beller Markt bei Eckelsheim
In Rheinhessen gab es seit dem 17. Jahrhundert „bis 1902 jährlich (nach dem Fest der Geburt Mariä am 8. Sept.) an der Beller Kirche“ einen „Jahrmarkt der Gemeinden Eckelsheim, Wonsheim, Stein-Bockenheim und Wendelsheim.“